# 山下久美子 オール・タイム・ベスト Din-Don-Dan
『山下久美子 オール・タイム・ベスト Din-Don-Dan』（やましたくみこ オール・タイム・ベスト ディン・ドン・ダン）は、山下久美子のベスト・アルバムで、2016年3月30日にテイチクエンタテインメント / コンチネンタル・スターから発売された。

## 概要
デビュー35周年記念アルバムとして発売されたオールタイム・ベストアルバムで、山下が過去に所属していた日本コロムビア、東芝EMI（現・ユニバーサル ミュージック）、そして現在所属しているテイチクエンタテインメント / コンチネンタル・スターの合計3社のオリジナル楽曲とカバー楽曲、新曲2曲が収録されている。

## 収録曲

### Disc-1
| #         | タイトル                         | 作詞                             | 作曲       | 編曲           | 時間  |
| --------- | -------------------------------- | -------------------------------- | ---------- | -------------- | ----- |
| 1.        | 「バスルームから愛をこめて」     | 康珍化                           | 亀井登志夫 | 松任谷正隆     | 4:01  |
| 2.        | 「ワンダフルcha-cha」            | 呉田軽穂                         | 松任谷正隆 | 松任谷正隆     | 3:54  |
| 3.        | 「恋のミッドナイト・D.J.」       | KURO                             | 西岡恭蔵   | 松任谷正隆     | 3:49  |
| 4.        | 「ジョディ」                     | 康珍化                           | 亀井登志夫 | 松任谷正隆     | 4:03  |
| 5.        | 「雨の日は家にいて」             | 康珍化                           | 岡本一生   | 伊藤銀次       | 4:48  |
| 6.        | 「So Young」                     | 佐野元春                         | 佐野元春   | 伊藤銀次       | 2:17  |
| 7.        | 「Don't Delay」                  | 大沢誉志幸・井上和宏・山下久美子 | 大沢誉志幸 | 伊藤銀次       | 4:08  |
| 8.        | 「シャンプー」                   | 康珍化                           | 山下達郎   | 石田長生       | 3:49  |
| 9.        | 「赤道小町ドキッ」               | 松本隆                           | 細野晴臣   | 大村憲司       | 3:14  |
| 10.       | 「抱きしめてオンリィ・ユー」     | 康珍化                           | 亀井登志夫 | 大村憲司       | 4:43  |
| 11.       | 「LOVER MAN」                    | 康珍化                           | 大沢誉志幸 | 大村憲司       | 4:40  |
| 12.       | 「時代遅れの恋心」               | 下田逸郎                         | 大沢誉志幸 | 大村憲司       | 5:11  |
| 13.       | 「涙がとまらない」               | 康珍化                           | 大沢誉志幸 | 大村憲司       | 4:09  |
| 14.       | 「マラソン恋女」                 | 康珍化                           | 大村憲司   | 大村憲司       | 3:44  |
| 15.       | 「こっちをお向きよソフィア」     | 康珍化                           | 大沢誉志幸 | Hugh McCracken | 4:08  |
| 16.       | 「ちょいまちBabyなごりのキスが」 | 銀色夏生                         | 大沢誉志幸 | Hugh McCracken | 3:29  |
| 17.       | 「LOVERステッカー」              | 銀色夏生                         | 亀井登志夫 | Hugh McCracken | 4:10  |
| 18.       | 「秋ラメきれないNight Movie」    | 康珍化                           | 筒美京平   | Hugh McCracken | 2:26  |
| 合計時間: | 合計時間:                        | 合計時間:                        | 合計時間:  | 合計時間:      | 70:43 |

### Disc-2
| #         | タイトル                       | 作詞                   | 作曲           | 編曲                   | 時間  |
| --------- | ------------------------------ | ---------------------- | -------------- | ---------------------- | ----- |
| 1.        | 「LOVIN' YOU」                 | 三浦徳子               | Hugh McCracken | 大村雅朗               | 3:54  |
| 2.        | 「オートリバースで恋してる」   | 銀色夏生               | 亀井登志夫     | 大村雅朗               | 4:04  |
| 3.        | 「モーニング・ベルならしてよ」 | 銀色夏生               | 藤木俊平       | 後藤次利               | 3:09  |
| 4.        | 「今宵かぎりのCheek to Cheek」 | 麻生圭子               | 大沢誉志幸     | 後藤次利               | 3:31  |
| 5.        | 「瞳いっぱいの涙」             | 康珍化                 | 原田真二       | 後藤次利               | 4:28  |
| 6.        | 「星になった嘘」               | 竹花いち子             | 亀井登志夫     | 吉田建                 | 6:32  |
| 7.        | 「スローナンバーのあとで」     | 竹花いち子             | 亀井登志夫     | 吉田建                 | 4:49  |
| 8.        | 「SINGLE」                     | 竹花いち子・山下久美子 | 布袋寅泰       | 布袋寅泰               | 3:59  |
| 9.        | 「Lilith (British Fantasy)」   | 山下久美子             | 布袋寅泰       | 布袋寅泰               | 4:56  |
| 10.       | 「微笑みのその前で」           | 山下久美子             | 布袋寅泰       | 布袋寅泰・ホッピー神山 | 2:56  |
| 11.       | 「Tonight (星の降る夜に)」     | 山下久美子             | 布袋寅泰       | 布袋寅泰               | 5:12  |
| 12.       | 「!BYE BYE」                   | 山下久美子             | 布袋寅泰       | 布袋寅泰               | 4:22  |
| 13.       | 「いっぱいキスしよう」         | 康珍化                 | 布袋寅泰       | 布袋寅泰・門倉聡       | 5:06  |
| 14.       | 「ごめんね太陽」               | 森雪之丞               | 布袋寅泰       | 布袋寅泰               | 3:58  |
| 15.       | 「BABY DON'T CRY」             | 布袋寅泰               | 布袋寅泰       | 布袋寅泰               | 5:16  |
| 16.       | 「宝石」                       | 森雪之丞               | 布袋寅泰       | Simon Hale             | 5:37  |
| 17.       | 「DRIVE ME CRAZY」             | 山下久美子             | 布袋寅泰       | Simon Hale             | 3:53  |
| 合計時間: | 合計時間:                      | 合計時間:              | 合計時間:      | 合計時間:              | 75:42 |

### Disc-3
| #         | タイトル                                                                       | 作詞                       | 作曲                       | 編曲               | 時間  |
| --------- | ------------------------------------------------------------------------------ | -------------------------- | -------------------------- | ------------------ | ----- |
| 1.        | 「A Silver Girl (ずっと昔から) (LIVE)」                                        | 佐野元春                   | 佐野元春                   |                    | 6:13  |
| 2.        | 「ジプシー・ソング (LIVE)」                                                    | KURO                       | 西岡恭蔵                   |                    | 5:21  |
| 3.        | 「KID (LIVE)」                                                                 | Chrissie Hynde             | Chrissie Hynde             | 布袋寅泰           | 4:21  |
| 4.        | 「Stop Stop Rock'n' Roll (LIVE)」                                              | Chrissie Hynde             | Chrissie Hynde             | 布袋寅泰           | 6:06  |
| 5.        | 「きみの友だち (You've Got A Friend) (山下久美子 feat.大澤誉志幸 & 大友康平)」 | Carole King                | Carole King                | 吉田建             | 5:00  |
| 6.        | 「やさしさに包まれたなら (山下久美子 feat.chara, ちわきまゆみ & YOU)」         | 荒井由実                   | 荒井由実                   | 片寄明人           | 3:16  |
| 7.        | 「愛の行方 (山下久美子 feat.忌野清志郎)」                                      | 忌野清志郎                 | 忌野清志郎                 | 吉田建             | 4:25  |
| 8.        | 「SOMEDAY (山下久美子 feat.吉川晃司)」                                         | 佐野元春                   | 佐野元春                   | 吉田建             | 5:27  |
| 9.        | 「こっちをお向きよソフィア (山下久美子 & 大澤誉志幸)」                         | 康珍化                     | 大沢誉志幸                 |                    | 4:14  |
| 10.       | 「LOVER MAN (山下久美子 & 大澤誉志幸)」                                        | 康珍化                     | 大沢誉志幸                 |                    | 4:40  |
| 11.       | 「Somewhere Over The Rainbow (山下久美子 & 大澤誉志幸)」                       | Harold Arlen, E.Y. Harburg | Harold Arlen, E.Y. Harburg |                    | 4:03  |
| 12.       | 「HASTEN DOWN THE WIND (山下久美子 & 大澤誉志幸)」                             | Warren Zevon               | Warren Zevon               |                    | 2:59  |
| 13.       | 「赤道小町ドキッ (山下久美子 & 大澤誉志幸)」                                   | 松本隆                     | 細野晴臣                   | 後藤秀人・佐々木良 | 4:30  |
| 14.       | 「仲直りにくれた手紙」(新曲)                                                   | 尾上文                     | 亀井登志夫                 | 伊藤隆博           | 4:25  |
| 15.       | 「Din-Don-Dan ホラ胸が鳴る」(新曲)                                             | 森雪之丞                   | 大澤誉志幸                 | 青木庸和           | 3:57  |
| 合計時間: | 合計時間:                                                                      | 合計時間:                  | 合計時間:                  | 合計時間:          | 68:57 |

## 楽曲解説

### Disc-1
1. バスルームから愛をこめて
  - 1stシングル。
2. ワンダフルcha-cha
  - 2ndシングル。
  - トヨタFF「Enjoy Economy」キャンペーン・イメージソング
3. 恋のミッドナイト・D.J.
  - 3rdシングル。
4. ジョディ
  - 2ndスタジオ・アルバム『DANCIN' IN THE KITCHEN』収録曲。
5. 雨の日は家にいて
  - 5thシングル。
6. So Young
  - 3rdスタジオ・アルバム『雨の日は家にいて』収録曲。
7. Don't Delay
  - 3rdスタジオ・アルバム『雨の日は家にいて』収録曲。
8. シャンプー
  - 3rdスタジオ・アルバム『雨の日は家にいて』収録曲。
  - アン・ルイスのアルバム『PINK PUSSYCAT』に収録されている楽曲のカバー。
9. 赤道小町ドキッ
  - 6thシングル。
  - カネボウ化粧品キャンペーンイメージソング
10. 抱きしめてオンリィ・ユー
  - 4thスタジオ・アルバム『抱きしめてオンリィ・ユー』収録曲。
11. LOVER MAN
  - 4thスタジオ・アルバム『抱きしめてオンリィ・ユー』収録曲。
12. 時代遅れの恋心
  - 4thスタジオ・アルバム『抱きしめてオンリィ・ユー』収録曲。
13. 涙がとまらない
  - 4thスタジオ・アルバム『抱きしめてオンリィ・ユー』収録曲。
14. マラソン恋女
  - 7thシングル。
15. こっちをお向きよソフィア
  - 8thシングル。
16. ちょいまちBabyなごりのキスが
  - 6thスタジオ・アルバム『Sophia』収録曲。
17. LOVERステッカー
  - 6thスタジオ・アルバム『Sophia』収録曲。
18. 秋ラメきれないNight Movie
  - 8thシングル「こっちをお向きよソフィア」のB面曲。

### Disc-2
1. LOVIN' YOU
  - 9thシングル。
2. オートリバースで恋してる
  - 9thシングル「LOVIN' YOU」のB面曲。
  - AKAI『プロパティ』イメージ・ソング
3. モーニング・ベルならしてよ
  - 10thシングル。
4. 今宵かぎりのCheek to Cheek
  - 8thスタジオ・アルバム『and Sophia's back』収録曲。
5. 瞳いっぱいの涙
  - 11thシングル。
  - 8thスタジオ・アルバム『and Sophia's back』収録されているヴァージョンを収録している。
6. 星になった嘘
  - 12thシングル。
  - 9thスタジオ・アルバム『BLONDE』収録されているヴァージョンを収録している。
7. スローナンバーのあとで
  - 9thスタジオ・アルバム『BLONDE』収録曲。
8. SINGLE
  - 16thシングル。
  - 花王『ピュア』CFイメージソング
9. Lilith (British Fantasy)
  - 18thシングル。
  - タイトル表記はアルバムバージョンである「Lilith (British Fantasy)」となっているが、シングルバージョンでの収録となっている。
10. 微笑みのその前で
  - 20thシングル。
11. Tonight (星の降る夜に)
  - 21stシングル。
  - フジテレビ系『ウッチャンナンチャンのやるならやらねば!』エンディングテーマ[4]
12. !BYE BYE
  - 22ndシングル。
  - NISSEKI『レーサー100』CMソング[注 3]
13. いっぱいキスしよう
  - 24thシングル。
  - 東芝グループ CM曲[6]
  - シングルヴァージョンを収録している。
14. ごめんね太陽
  - 25thシングル。
  - フジテレビ系『なるほど!ザ・ワールド』エンディングテーマ
15. BABY DON'T CRY
  - 26thシングル。
  - JAS『サービスアドバイザー募集』キャンペーン曲[注 4]
16. 宝石
  - 27thシングル。
  - カルピス CMソング[8]
17. DRIVE ME CRAZY
  - 28thシングル。
  - テレビ朝日系月曜ドラマ・イン『東京大学物語』主題歌[9]

### Disc-3
1. A Silver Girl (ずっと昔から) (LIVE)
  - 5thスタジオ・アルバム『Baby Baby』収録曲。
  - ライヴ・アルバム『LIVE BEST COLLECTION』収録されているヴァージョンを収録している。
2. ジプシー・ソング (LIVE)
  - ライヴ・アルバム『LIVE BEST COLLECTION』収録曲。
  - 西岡恭蔵が1976年に発売されたアルバム『南米旅行』に収録されている楽曲のカバー。
  - 作品のタイトルに「ジプシー」とあるため、歌詞カードに『この作品は現在では不適切とされている言葉が含まれておりますが、決して差別を助長するような内容ではありません。作品本来の意味合いをご理解いただけるよう制作当時のオリジナルを収録、掲載させていただきました。』と注意書きが記載されている。
3. KID (LIVE)
  - ライヴ・アルバム『stop stop rock'n'roll』収録曲。
  - イギリスのロックバンドであるプリテンダーズが1979年に発表した「KID」のカヴァー。
4. Stop Stop Rock'n' Roll (LIVE)
  - 20thシングル「微笑みのその前で」のB面曲。
  - ライヴ・アルバム『stop stop rock'n'roll』収録されているヴァージョンを収録している。
5. きみの友だち (You've Got A Friend) (山下久美子 feat.大澤誉志幸 & 大友康平)
  - 2005年に発売されたカヴァー・アルバム『Duets』に収録され、フィーチャリングに、大澤誉志幸とHOUND DOGの大友康平が参加している。
6. やさしさに包まれたなら (山下久美子 feat.chara, ちわきまゆみ & YOU)
  - 荒井由実（現・松任谷由実）が1975年に発表した「やさしさに包まれたなら」のカヴァー。
  - 2005年に発売されたカヴァー・アルバム『Duets』に収録され、フィーチャリングにcharaとちわきまゆみ、YOUが参加している。
7. 愛の行方 (山下久美子 feat.忌野清志郎)
  - 2005年に発売されたカヴァー・アルバム『Duets』に収録され、楽曲提供とフィーチャリングにRCサクセションの忌野清志郎が参加している。
  - 日本テレビ系『ぐるぐるナインティナイン』エンディングテーマ
8. SOMEDAY (山下久美子 feat.吉川晃司)
  - 佐野元春が1981年に発表した「SOMEDAY」のカヴァー。
  - 2005年に発売されたカヴァー・アルバム『Duets』に収録され、フィーチャリングに吉川晃司が参加している。
9. こっちをお向きよソフィア (山下久美子 & 大澤誉志幸)
  - 8thシングル「こっちをお向きよソフィア」のセルフカヴァー。
  - 2013年に発売されたコラボレーション・アルバム『&Friends』に収録され、フィーチャリングに、大澤誉志幸が参加している。
10. LOVER MAN (山下久美子 & 大澤誉志幸)
  - 4thスタジオ・アルバム『抱きしめてオンリィ・ユー』に収録されている楽曲「LOVER MAN」のセルフカヴァー。
  - 2013年に発売されたコラボレーション・アルバム『&Friends』に収録され、フィーチャリングに、大澤誉志幸が参加している。
11. Somewhere Over The Rainbow (山下久美子 & 大澤誉志幸)
  - 1939年に発表されたミュージカル映画『オズの魔法使』の劇中歌「Somewhere Over The Rainbow」のカヴァー。
  - 2013年に発売されたコラボレーション・アルバム『&Friends』に収録され、フィーチャリングに、大澤誉志幸が参加している。
12. HASTEN DOWN THE WIND (山下久美子 & 大澤誉志幸)
  - アメリカのシンガーソングライターであるウォーレン・ジヴォンが1976年に発表した「Hasten Down the Wind」のカヴァー。
  - 2014年に発売されたコラボレーション・アルバム『&Friends II』に収録され、フィーチャリングに、大澤誉志幸が参加している。
13. 赤道小町ドキッ (山下久美子 & 大澤誉志幸)
  - 6thシングル「赤道小町ドキッ」のセルフカヴァー。
  - 2014年に発売されたコラボレーション・アルバム『&Friends II』に収録され、フィーチャリングに、大澤誉志幸が参加している。
14. 仲直りにくれた手紙
  - 新曲
15. Din-Don-Dan ホラ胸が鳴る
  - 新曲

## 参加ミュージシャン
| 仲直りにくれた手紙 Produced by 山下久美子 Vocal & Chorus：山下久美子 Vocal Direction：大澤誉志幸 - Programming & Keyboards：伊藤隆博 - Drums：椎野恭一 - Bass：千ヶ崎学 - E.Guitars & A.Guitar：後藤秀人 | Din-Don-Dan ホラ胸が鳴る Produced by 大澤誉志幸 Vocal & Chorus：山下久美子 - Programming & Keyboards：青木庸和 - Drums：椎野恭一 - Bass：千ヶ崎学 - E.Guitar：後藤秀人 - Saxophone：藤井康一 - Tambourine：宮原弘貴 - Chorus：大澤誉志幸 |